# Tical camboyano

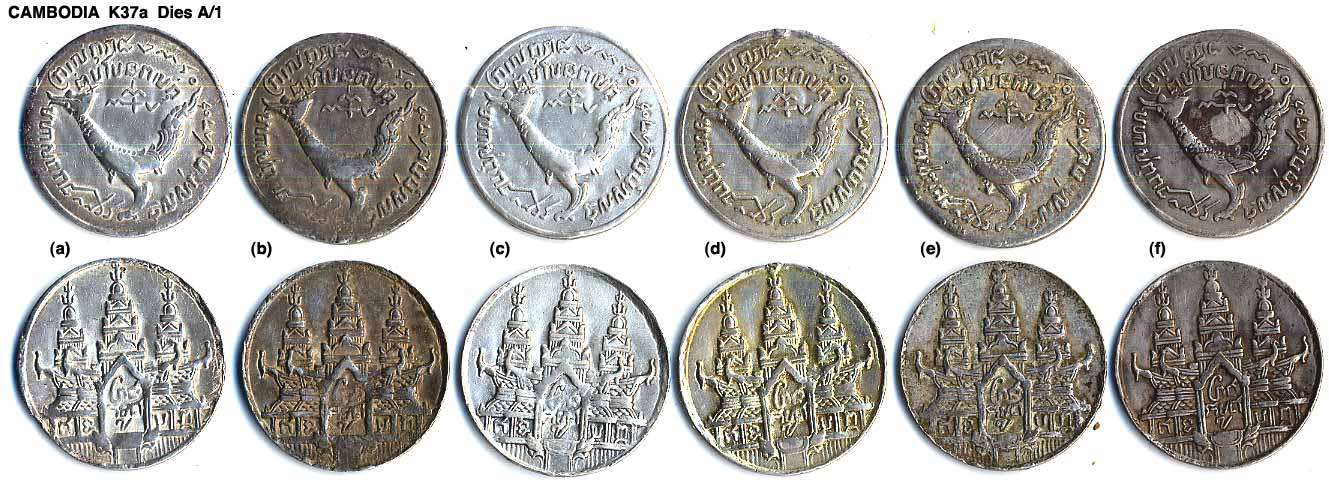
Monedas de la tical camboyana.

Antes del año 1875, el Tical fue la moneda del Reino de Camboya, así como de Siam. Sin embargo, como resultado de la intervención francesa en la región, el Tical en Camboya fue sustituido en 1875 por el franco Camboyano. El término Tical fue el nombre que los extranjeros utilizados para la palabra local "bhat". La palabra Baht realidad se refería en aquel entonces a cierta medida de peso en plata, ya que el sistema monetario se basaba en el peso de las monedas de plata. El tical (o baht) era una moneda de plata que pesaba 15 gramos, por lo tanto, supone una similitud en valor bruto con la rupia india. El Tical fue subdividido en 64 att, de 32 pe, 8 Fuang o 4 Salong.

## Monedas
En 1847 y 1848, las monedas fueron emitidas en denominaciones de 1 att, 1 y 2 pe, 1 Fuang, ¼, 1 y 4 Tical. La moneda de 1 att fue producida en cobre, las de 1 y 2 pe fueron acuñadas tanto en cobre como en vellón, la moneda de 1 Fuang fue elaborada en cobre, vellón y plata, mientras que las piezas de ¼, 1 y 4 Tical fueron acuñadas en plata. Muchas de las monedas más pequeñas fueron unifaciales.